# Holly Cole

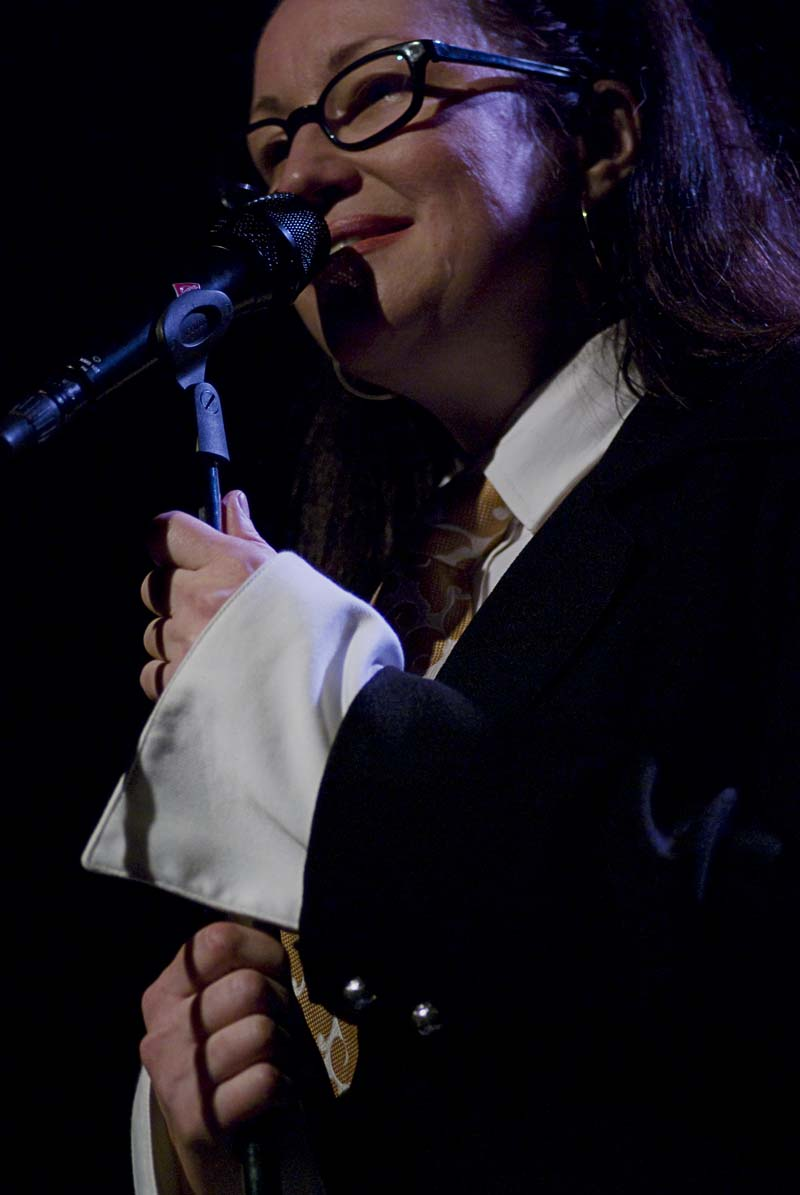
Holly Cole, 2008

Holly Cole (* 25. November 1963 in Halifax, Nova Scotia) ist eine kanadische Jazz- und Pop-Sängerin. Cole ist besonders in Kanada und Japan bekannt; sie besitzt eine wandlungsfähige Stimme und singt ein breites Repertoire, das neben Jazz auch Musicalstücke, Rock&Roll und Country Music umfasst. 

## Leben und Werk
1986 gründete sie ein Trio mit dem Bassisten David Piltch und dem Pianisten Aaron Davis. Das Holly Cole Trio veröffentlichte 1989 eine Maxi-CD Christmas Blues, dem kurz darauf das erste Album Girl Talk folgte. 
Eine Folge von Veröffentlichungen in den frühen 1990er Jahren untermauerte die breite musikalische Entwicklung des Trios. Auf dem 1991 erschienenen Album Blame It on My Youth wurden Lieder von Tom Waits (Purple Avenue, auch bekannt als Empty Pockets), Lyle Lovett (God Will), If I Were a Bell (aus Guys and Dolls) und On the Street Where You Live (aus My Fair Lady) und selbst Trust In Me, ein Disney-Song aus dem Dschungelbuch veröffentlicht. Aus dieser Periode stammt auch eine bemerkenswerte Neu-Interpretation von Elvis Costellos Alison.
1993 wurde zunächst Don’t Smoke in Bed und danach Temptation veröffentlicht, eine CD mit Liedern von Tom Waits. Diese Veröffentlichung wurde auch nur noch unter dem Namen Coles veröffentlicht. 
Die beiden nachfolgenden Alben von Cole waren stärker am Pop orientiert. Diese Alben, Dark Dear Heart (1997) und Romantically Helpless (2000), sind die am weitesten vom Jazz entfernten. Cole trat auch bei der Lilith Fair Tour 1999 auf, einer Tour, auf der nur weibliche Künstler auftraten.
2001 kam sie zurück zu den Weihnachts-Jazz-Wurzeln ihrer ersten Veröffentlichung mit Baby It’s Cold Outside, die solche „Klassiker“ wie Christmas Time is Here (aus A Charlie Brown Christmas), Santa Baby und den Titeltrack enthielt. Als Nächstes wurde 2003 eine „Sommer“-CD veröffentlicht, mit Stücken von Cole Porter (Too Darn Hot), Irving Berlin (Heatwave) und Brian Wilson von The Beach Boys (God Only Knows).
Das Album Holly Cole (ursprünglich als This House Is Haunted angekündigt) wurde im März 2007 veröffentlicht. Fünf Jahre später kam das nächste Studioalbum Night heraus, einige Monate nachdem mit Steal the Night: Live at the Glenn Gould Studio (CD+DVD) ein zweites Livealbum erschienen war. Im Herbst 2012 war die Kanadierin mit dem Album-Material auch auf Europa-Tour mit mehreren Auftritten in Deutschland. 
2018 erschien ihr Studioalbum Holly.

## Diskografie
- Christmas Blues (1989)
- Girl Talk (1990)
- Blame It on My Youth (1991)
- Don’t Smoke in Bed (1993)
- Temptation (1995)
- It Happened One Night (live, 1996)
- Dark Dear Heart (1997)
- Romantically Helpless (2000) (DE: Gold (German Jazz Award))[3]
- Baby It’s Cold Outside (2001)
- Shade (2003)
- Holly Cole (2007)
- Steal the Night: Live at the Glenn Gould Studio (CD+DVD)
- Night (2012)
- Holly (2018)[4]
- Montreal (Rumpus Room, 2020)
- Dark Moon (2025)